# Santa Rosa do Purus
Santa Rosa do Purus is een gemeente in de Braziliaanse deelstaat Acre. De gemeente telt 4.358 inwoners (schatting 2009).

## Aangrenzende gemeenten
De gemeente grenst aan Feijó en Manoel Urbano. 

### Landsgrens
En met als landsgrens aan het district Purús in de provincie Purús in de regio Ucayali en met het disctict Iñapari in de provincie Tahuamanu in de regio Madre de Dios met het buurland Peru.